# Neoconocephalus fratellus
Neoconocephalus fratellus is een rechtvleugelig insect uit de familie sabelsprinkhanen (Tettigoniidae). De wetenschappelijke naam van deze soort is voor het eerst geldig gepubliceerd in 1899 door Griffini.